# Триртутьиттербий
Триртутьиттербий — бинарное неорганическое соединение
иттербия и ртути
с формулой YbHg3,
кристаллы.

## Получение
- Сплавление стехиометрических количеств чистых веществ:

{\displaystyle {\mathsf {Yb+3Hg\ {\xrightarrow {370^{o}C}}\ YbHg_{3}}}}

## Физические свойства
Триртутьиттербий образует кристаллы
гексагональной сингонии,
пространственная группа P 63/mmc,
параметры ячейки a = 0,6596 нм, c = 0,5021 нм, Z = 2,
структура типа кадмийтримагния CdMg3
.
Соединение образуется по перитектической реакции при температуре 370°C  (365°C ).